# Madagascarchaea
Madagascarchaea es un género de arañas asesinas descrito por primera vez por H. M. Wood y N. Scharff en 2018.

## Especies
A abril de 2018, el género contiene a 18 especies, todas distribuidas en Madagascar:
- Madagascarchaea ambre (Madera, 2008)
- Madagascarchaea anabohazo (Wood, 2008)
- Madagascarchaea borimontsina (Wood, 2008)
- Madagascarchaea fohy Wood & Scharff, 2018
- Madagascarchaea gracilicollis (Millot, 1948)
- Madagascarchaea griswoldi (Wood, 2008)
- Madagascarchaea halambohitra (Wood, 2008)
- Madagascarchaea jeanneli (Millot, 1948)
- Madagascarchaea lavatenda (Madera, 2008)
- Madagascarchaea legendrei (Platnick, 1991)
- Madagascarchaea lotzi Wood & Scharff, 2018
- Madagascarchaea moramora Wood & Scharff, 2018
- Madagascarchaea namoroka (Madera, 2008)
- Madagascarchaea rabesahala Wood & Scharff, 2018
- Madagascarchaea spiceri (Wood, 2008) — Madagascar
- Madagascarchaea tsingyensis (Lotz, 2003) - Madagascar
- Madagascarchaea vadoni (Millot, 1948) - Madagascar
- Madagascarchaea voronakely (Wood, 2008) - Madagascar